# Baïlador
Albums de Michel Portal
Birdwatcher
(2007) Radar: Live at Theater Gütersloh
(2016)
Baïlador est un album du musicien de jazz français Michel Portal sorti en 2010.

## À propos de l'album
Michel Portal est parti à New York enregistrer cet album, pour retrouver son ami batteur Jack DeJohnette. La production et une partie des arrangements sont confiés à Bojan Z, qui donne « à l’ensemble les couleurs et le relief voulus ». Le guitariste Lionel Loueke, alors connu pour son travail avec Herbie Hancock, est sur ce disque relativement discret, à l'exception du duo avec Portal Ombres. Ambrose Akinmusire, musicien alors prometteur âgé de moins de 30 ans est plein de verve,. Portal, quant à lui, opte souvent pour la clarinette basse, explorant son registre comme l'avait fait jadis Eric Dolphy. Il joue de la mélancolie de l'instrument sur Ombres, et s'en sert pour contraster avec le registre aigu de la trompette sur Baïlador.
L'album a été enregistré en deux jours et demi. Le titre de l'album fait référence au « bailador », le danseur de flamenco improvisateur.

## Réception critique
L'album est salué par la critique. Pour Denis Desassis  (Citizen Jazz) « avec Baïlador, [Portal] semble donner à son œuvre une dimension nouvelle, en ce sens qu’elle transpire le plaisir du jeu. […] À 75 ans, Michel Portal, homme de toutes les musiques, éternel voyageur en quête de nouveaux rivages, […] vient de nous offrir l’un de ses plus beaux disques ». Jazz Magazine décrit l'album comme « l’idéal de ce que devrait être le jazz aujourd’hui ». Pour Jean-Marc Gelin (Les Dernières nouvelles du jazz), « Portal fait ici preuve d'orfèvrerie dans l'organisation très précise d'une trame subtile qui évite tous les clichés d'écriture, les césures des chorus alignés ou les montées en paroxysme, pour privilégier le charme d'une musique dont la cohésion orchestrale se dévoile intégralement tout en laissant l'auditeur en découvrir des raffinements cachés ».
Dans la presse anglophone, John Fordham (The Guardian) considère que Bailador allie « des musiciens de haut niveau et des compositions tortueuses qui stimulent leur jeu ». Pour Charles Walker (All About Jazz) « Portal, comme la plupart des grands musiciens, cherche à se dépasser, s'abandonnant pour dépasser les frontières stylistiques, générationnelles et culturelles. Nous sommes chanceux d'avoir un témoignage de cette recherche ».

## Titres de l'album
| No | Titre               | Musique         | Durée |
| -- | ------------------- | --------------- | ----- |
| 1. | Dolce               | Michel Portal   | 8:00  |
| 2. | Baïlador            | Michel Portal   | 7:35  |
| 3. | Cuba si, Cuba no    | Michel Portal   | 5:50  |
| 4. | Ombres              | Michel Portal   | 5:07  |
| 5. | Citrus Juice        | Eddy Louiss     | 9:21  |
| 6. | Alto blues          | Michel Portal   | 6:08  |
| 7. | One on One          | Jack DeJohnette | 11:11 |
| 8. | Tutti no Hystérique | Michel Portal   | 3:46  |

## Personnel
- Michel Portal : clarinette basse, saxophone ténor et soprano
- Ambrose Akinmusire : trompette (sauf sur Ombres)
- Bojan Z : piano, claviers, arrangements (sauf sur Ombres)
- Lionel Loueke : guitare (titres 1 à 4)
- Scott Colley : contrebasse (sauf sur Ombres)
- Jack DeJohnette : batterie (sauf sur Ombres)